# Phonotaenia angustata
Phonotaenia angustata är en skalbaggsart som beskrevs av Lansberge 1882. Phonotaenia angustata ingår i släktet Phonotaenia och familjen Cetoniidae. Inga underarter finns listade i Catalogue of Life.